# Radoma
Radoma es un municipio del distrito de Svidník en la región de Prešov, Eslovaquia, con una población estimada a final del año 2024 de 425 habitantes.
Se encuentra ubicado en el centro-norte de la región, cerca del río Ondava (cuenca hidrográfica del río Tisza) y de la frontera con  Polonia.

## Demografía
| Año        | 1994 | 2004    | 2014    | 2024    |
| ---------- | ---- | ------- | ------- | ------- |
| Población  | 426  | 439     | 435     | 425     |
| Diferencia |      | +3,05 % | −0,91 % | −2,29 % |

| Año        | 2023 | 2024    |
| ---------- | ---- | ------- |
| Población  | 422  | 425     |
| Diferencia |      | +0,71 % |